# Zoo Rostock
Koordinaten: 54° 4′ 41,1″ N, 12° 5′ 25,3″ O
Der Zoologische Garten Rostock in der Hansestadt Rostock wurde 1899 gegründet. Er erstreckt sich auf einem Gelände von 56 Hektar im Barnstorfer Wald. Mit rund 6500 Tieren in 500 verschiedenen Arten ist er der größte Zoo an der deutschen Ostseeküste. Der Rostocker Zoo gehört zu den beliebtesten Ausflugszielen Norddeutschlands, er ist mehrfach mit dem Gütesiegel „Familienfreundliche Einrichtung“ vom Landestourismusverband ausgezeichnet worden. Der Zoo Rostock wurde 2020 zum dritten Mal in Folge unter den Zoologischen Gärten in der Kategorie II (jährlich 500.000 bis 1 Million Gäste) vom Zoo-Analytiker Anthony Sheridan zum besten Zoo Europas ernannt. Besonders gute Noten gab es für die Qualität der Tierhäuser und Gehege, für seine grüne Landschaft und Vegetation, das einzigartige zoologisch-botanische Ambiente sowie für die vielfältigen Bildungsangebote.

## Historische Entwicklung

### Von der Gründung bis 1945
In der Zeit des Deutsch-Dänischen Krieges um 1864 wurde der ehemalige Exerzierplatz in den Barnstorfer Tannen neu gestaltet. Es entstand eine parkähnliche Anlage mit Baumbestand. 1866 war die Anlage um die Jägerwohnung Trotzenburg fertiggestellt. Der Baumbestand wurde in den kommenden Jahren durch unterschiedlichste Arten weiter ergänzt. So wurde 1883 am Ententeich der Anlage ein Mammutbaum gepflanzt. 1898 zogen weitere Tierarten in das Wildgehege. Wildschweine, ein Paar Rehe und Hirsche wurden im Gehege aufgenommen. Der betreuende Förster Schramm richtete im selben Jahr einen kleinen Tiergarten ein. Am 4. Januar 1899 eröffnete der Hirschgarten an der Trotzenburg. Carl Lange wurde als erster Tierpfleger eingestellt. Der Hirschgarten erhielt im selben Jahr durch weitere Tierarten Zuwachs. So wurden Angorakatzen, Seeadler, Damhirsche, Schakale, Waschbären und Füchse in den Tierbestand aufgenommen. 1904 wurde vor dem Eingang Trotzenburg die Haltestelle der Pferdebahn durch einen Halt der elektrischen Straßenbahn abgelöst. Ein Mast der Oberleitung ist noch heute an der Haltestelle zu sehen. Förster Schramm bemühte sich in den folgenden Jahren um einen weiteren Ausbau des Geländes und eine Vergrößerung der Anlage. 1906, nachdem sich Förster Schramm an die Hospitalverwaltung – damaliger Besitzer der Barnstorfer Tannen – wandte, beauftragte die Stadt Rostock die Einrichtung eines Wild- und Dendrologischen Gartens. Die Leitung der Errichtung des Pfingsten 1910 eröffneten Gartens hatten Stadtbaudirektor Tessendorf und Gartenbaudirektor Schomburg. Umgangssprachlich prägte sich bei den Rostockern allerdings der Begriff Tiergarten ein. 1931 fand in der Hauptblütezeit eine große Dahlienschau statt.

### Von 1945 bis 1989
Infolge schwerer Luftangriffe im Laufe des Zweiten Weltkrieges auf Rostock wurden auch die Gebäude auf dem Zoogelände und sämtliche Anlagen fast vollständig zerstört. Unter der Leitung des Gartenbauarchitekten Arno Lehmann erfolgte 1951 der Wiederaufbau des Zoos. Viele Rostocker halfen freiwillig und unterstützten so den Wiederaufbau. Am 7. September 1952 konnte der Zoo wiedereröffnet und 1956 von 9 Hektar auf 16 Hektar erweitert werden. Die Gründung des Zoologischen Garten Rostocks erfolgte am 16. Januar 1956. 1960 bezogen die ersten beiden Indischen Elefanten die neue Elefantenanlage. Anfang der 1960er Jahre übernahm der Rostocker Zoo die im Institut für Tierzuchtforschung Dummerstorf gezogenen Arabischen Vollblüter und gliederte sie als zooeigenes Gestüt an den Tierpark an. Daraus entstand die größte Araberzucht auf dem Gebiet der DDR. 1963 wurde das erste Eisbärenjunge im Zoo geboren. Es war ein Weibchen und trug den Namen Katja. 1973 erfolgte eine Grundlagenplanung für den Zoo. Der Zoo sollte auf 56 Hektar erweitert werden. Ebenso wurde ein Erlebnisbereich für die Besucher geplant. Seit 1980 wurde ein internationales Zuchtbuch für Eisbären im Zoo geführt. 1989 wurde im neu erschlossenen Teil des Zoos eine 2000 m² große begehbare Seevogelvoliere für Küstenvögel eingerichtet. In ihr leben über 100 Vögel. Eine bis zu vier Meter hohe Wand aus Findlingen dient den Vögeln als Brutplatz.

### Seit 1989
1992 gründete sich die Gemeinnützige GmbH Zoologischer Garten Rostock unter der Leitung von Udo Nagel als Leiter des Zoos. Von 1991 bis 1996 wurden viele Gehege artgerecht umgestaltet. Unter anderem erfolgte eine Neugestaltung der Anlagen für die Afrikanischen Wildhunde und die Seebären. 1997 wurde eine neue Anlage für die Husarenaffen im Erweiterungsteil des Zoos eingerichtet und 1998 die Stelzenvogelanlage rekonstruiert. Zugleich entstand eine große Hängebrücke über den Teich. Am 17. Oktober 1998 wurde das Südamerikahaus mit einem Außengehege eingeweiht. In ihm sind Kapuziner- und Weißbüschelaffen beheimatet. 1999 feierte der Zoo 100 Jahre Tiergärtnerei. 1999 fand die erste Klassik-Nacht statt, die seither jährlich wiederholt wird. Im selben Jahr wurde der Rostocker Zoo Mitglied im Weltzooverband (WAZA) sowie im Europäischen Zooverband (EAZA). Zoodirektor Udo Nagel wurde zudem in den Internationalen Verband der Zoodirektoren aufgenommen. 2000 wurde die Großkatzenanlage neu gestaltet. Sie wird von Löwen, Jaguaren und Schneeleoparden bewohnt.
Im August 2002 war der Umbau der Fischotteranlage, welche durch die Einnahmen der Spendenaktion Schotter für die Otter unterstützt wurde, abgeschlossen. Im gleichen Jahr wurde die Darwinbox eröffnet. 2004 war die Geburt zweier Gepardjungen. Im Oktober 2004 wurde ein 1200 m² großes Streichelgehege eingeweiht, in dem Westafrikanische Zwergziegen leben. Bis Oktober 2005 erfolgte der Umbau des Elefantenhauses. Im März 2007 war im Rostocker Zoo Drehbeginn für die ZDF-Doku-Soap Ostsee-Schnauzen. Die Dreharbeiten dauerten vier Monate und es entstanden insgesamt 20 Episoden, die über das Leben der Tiere und die Arbeit der Tierpfleger berichten. Im gleichen Jahr verbuchte der Zoo mit 555.774 Gästen einen Besucherrekord. Im Mai 2008 brannte aus unbekannter Ursache das Café Elefanten-Lodge. 2009 starb im Alter von 48 Jahren das Gorillaweibchen Sanga, das 1964 als Wildfang in den Zoo gekommen war. 2010 verließ ein junges Wisent den Zoo Rostock zur Unterstützung eines Artenschutzprojekts und zur Vorbereitung auf die Auswilderung. Am 23. Juli 2010 wurden Gepard-Vierlinge geboren, die nach dem Tod der Mutter von Hand aufgezogen werden mussten.
Im Oktober 2010 wurde die neue Historische Huftieranlage im Herzen des Rostocker Zoos eröffnet. Die Eröffnung des Darwineum als Menschenaffenanlage mit Evolutionsausstellung erfolgte im September 2012. Der Zoo wurde unter die 50 besten Ausflugsziele Deutschlands gewählt und nimmt im europäischen Zoo-Ranking Platz 4 unter den mittelgroßen Zoos ein (Platz 2 in Deutschland). Mit Orang-Utan-Mädchen Surya wurde 2013 der erste Nachwuchs bei den Menschenaffen im Darwineum geboren. 2013 musste Elefantenkuh Sara, der damals älteste Afrikanische Elefant in einem europäischen Zoo, krankheitsbedingt im Alter von 51 Jahren eingeschläfert werden. Mit ihr wurde die traditionsreiche Elefantenhaltung im Rostocker Zoo vorerst beendet. Nachfolger auf der Anlage sind seit Sommer 2015 Zwergflusspferde.
Im Januar 2015 wurden 60 Vögel notgetötet, da bei 43 von ihnen eine Infektion mit der hochansteckenden Variante H5N8 des Vogelgrippe-Virus nachgewiesen wurde. Auf Grund des Vorfalls blieb das Gelände für mehrere Tage, bis zur Auswertung der Proben aller Vögel, geschlossen. Noch im Januar wurde der Zoo zunächst teilweise und einige Tage später wieder komplett geöffnet. 2015 gelang es dem Zoo Rostock erstmals, sich die Spitze des europäischen Zoo-Rankings (Kategorie 2) zu setzen.
Im September 2018 wurde das Polarium eröffnet. Auf insgesamt 12.500 Quadratmetern befinden sich großzügige Anlagen für die Eisbären und Pinguine sowie ein Besucherzentrum. Ebenfalls 2018 wurde der Zoo Rostock in seiner Kategorie erneut zum „Besten Zoo Europas“ (Kat. 2) ernannt und konnte seine Spitzenposition im europäischen Zoo-Ranking behaupten.
Im Juli 2021 übernahm Antje Angeli, ehemals Kuratorin des Rostocker Zoos, die Geschäftsführung der Zoologischer Garten Rostock gGmbH.
Rund 12,5 Millionen Euro investiert der Zoo seit 2024 für den Neubau einer Anlage für Robben. Die Eröffnung ist für 2025 geplant. Bis dahin leben die Tiere im Marine Science Center in Warnemünde.

### Besucherzahlen
- 2014: 632.337[10]
- 2019: 652.220[11]
- 2020: 589.274[12]
- 2021: 511.603[13]
- 2022: 650.990[14]
- 2023: 485.260[15]

### Galerie

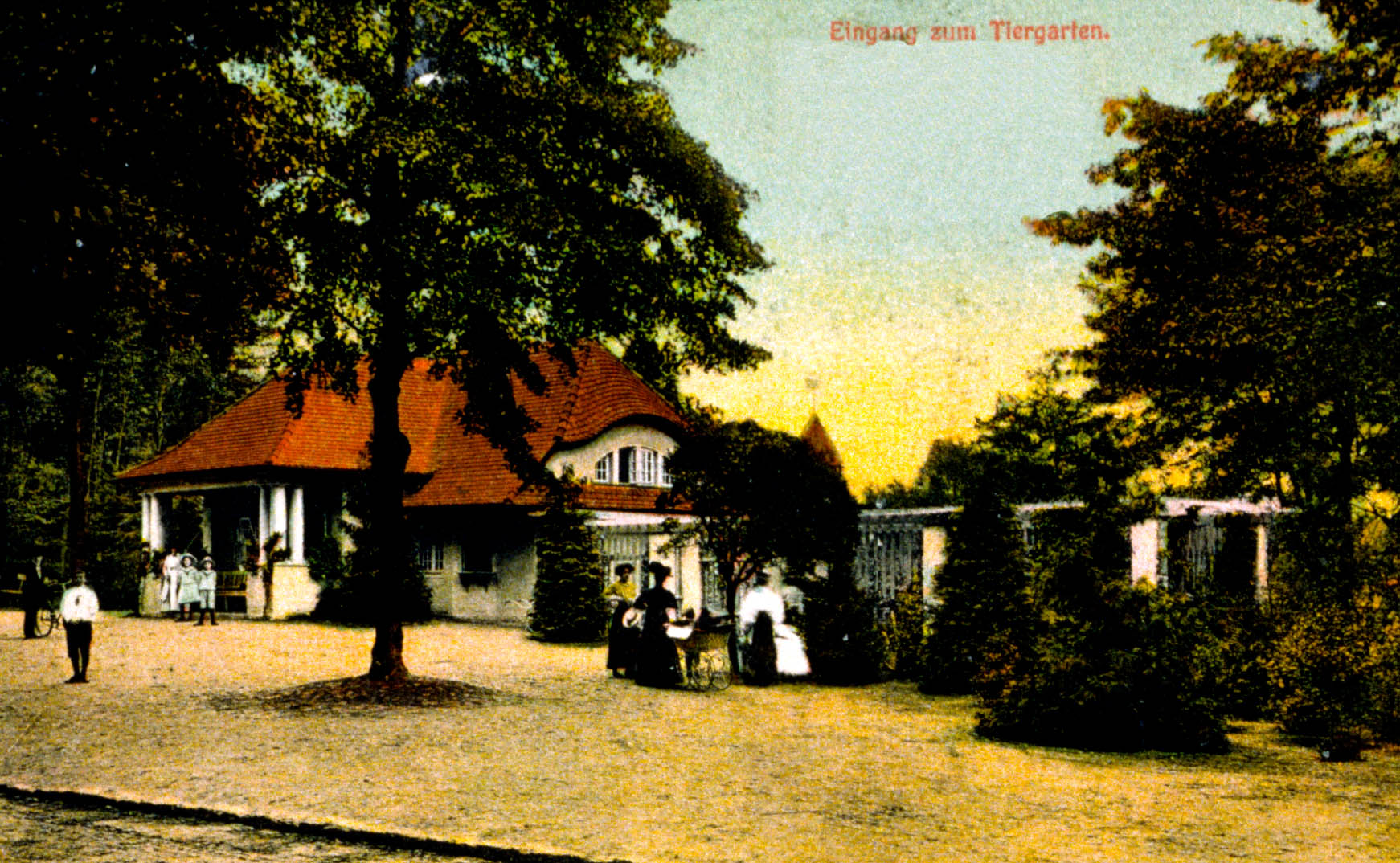
Eingang zum Rostocker Tiergarten zu Beginn des 20. Jahrhunderts
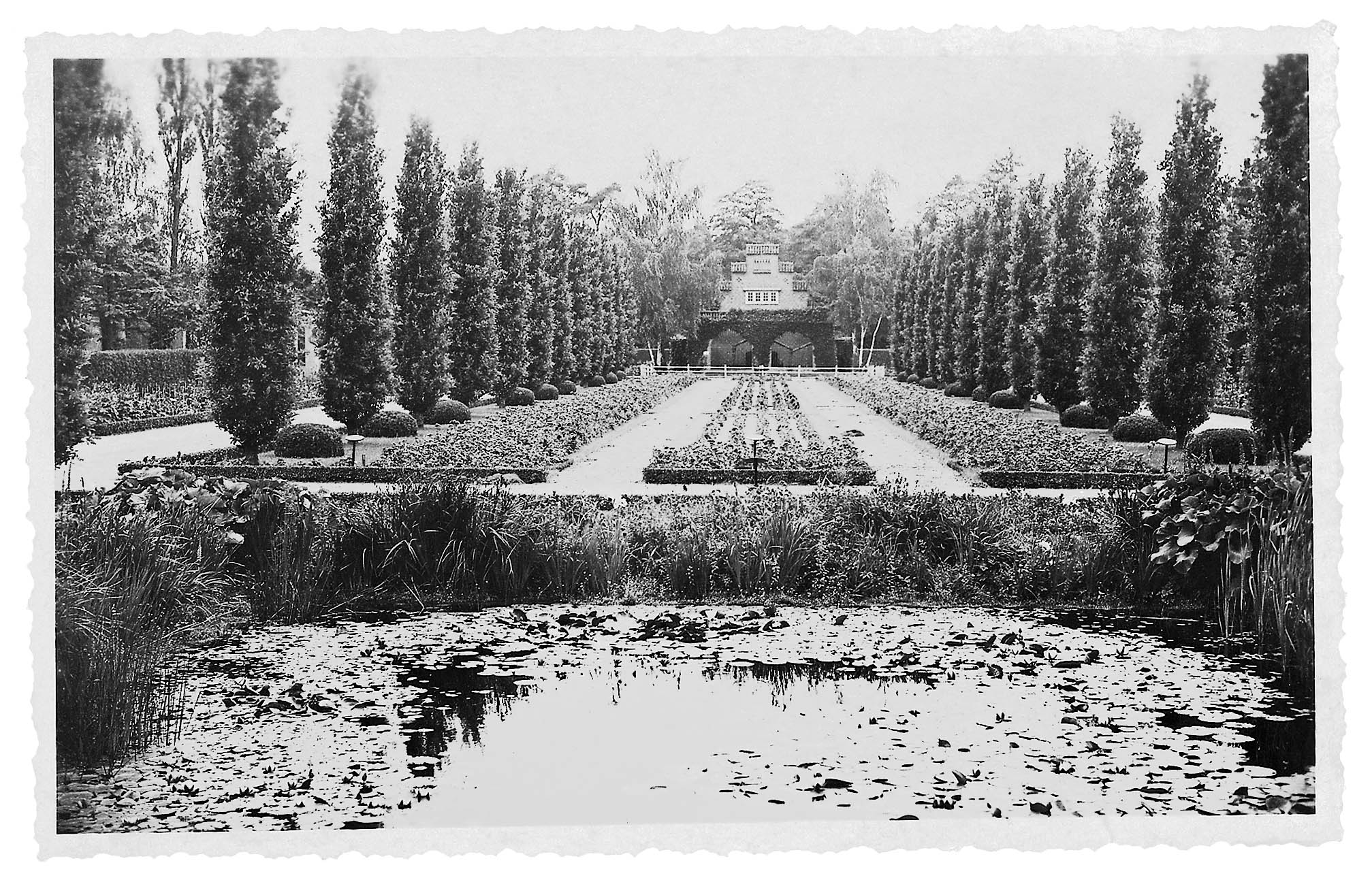
Historische Aufnahme der Eichenallee
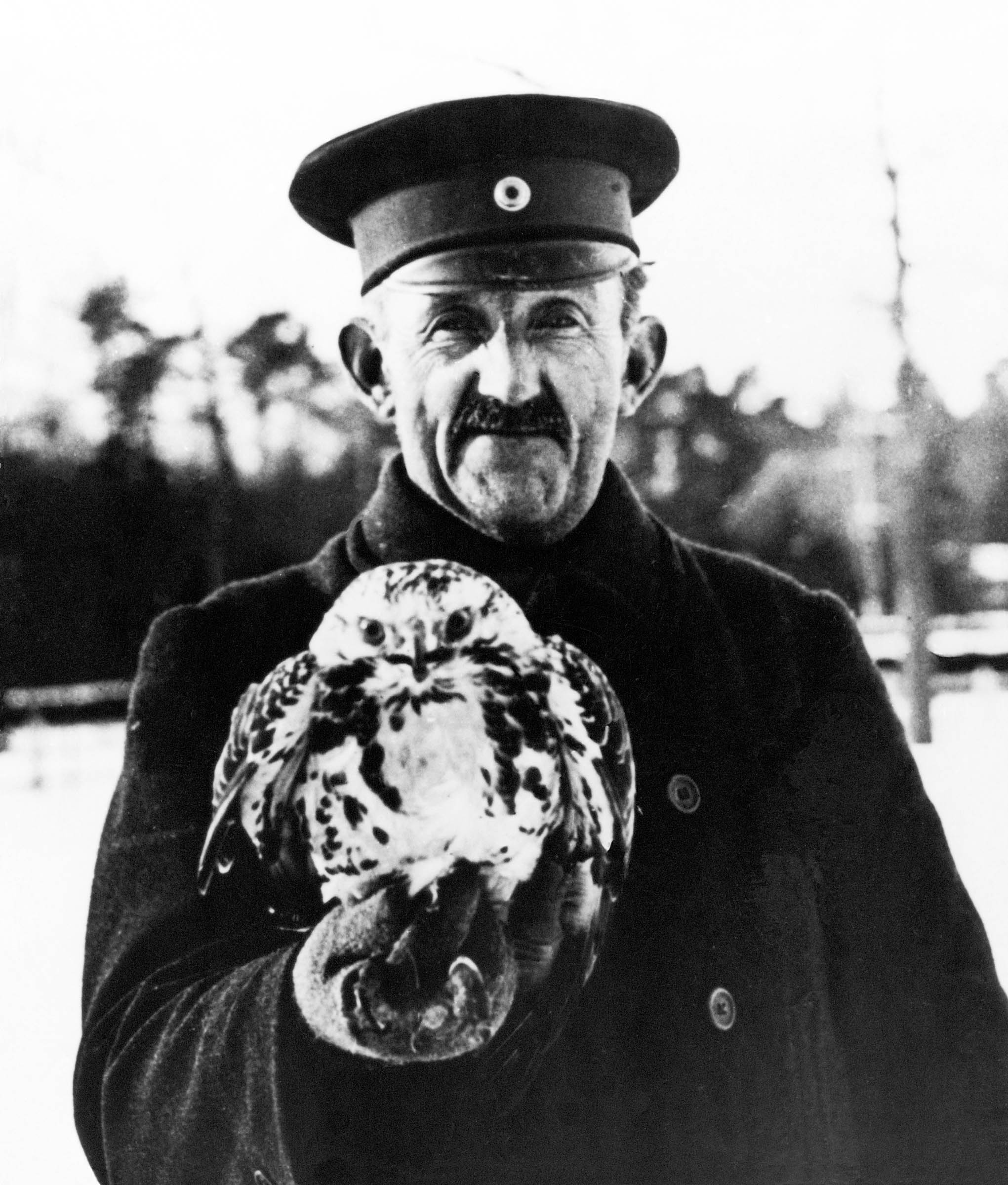
Carl Lange, erster Tierpfleger des Hirschgartens an der Trotzenburg
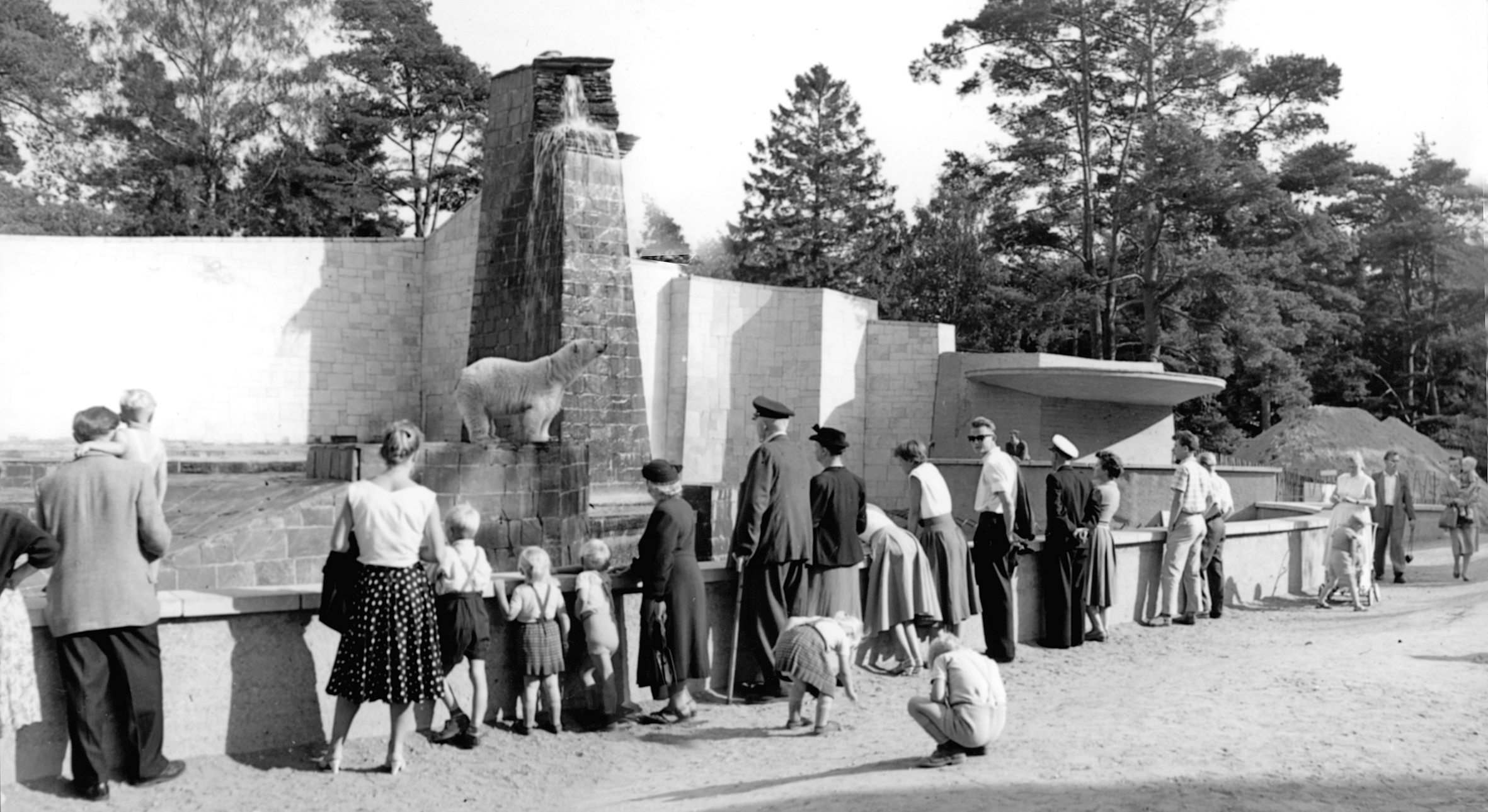
Blick auf die nach dem Zweiten Weltkrieg neu aufgebaute Bärenburg
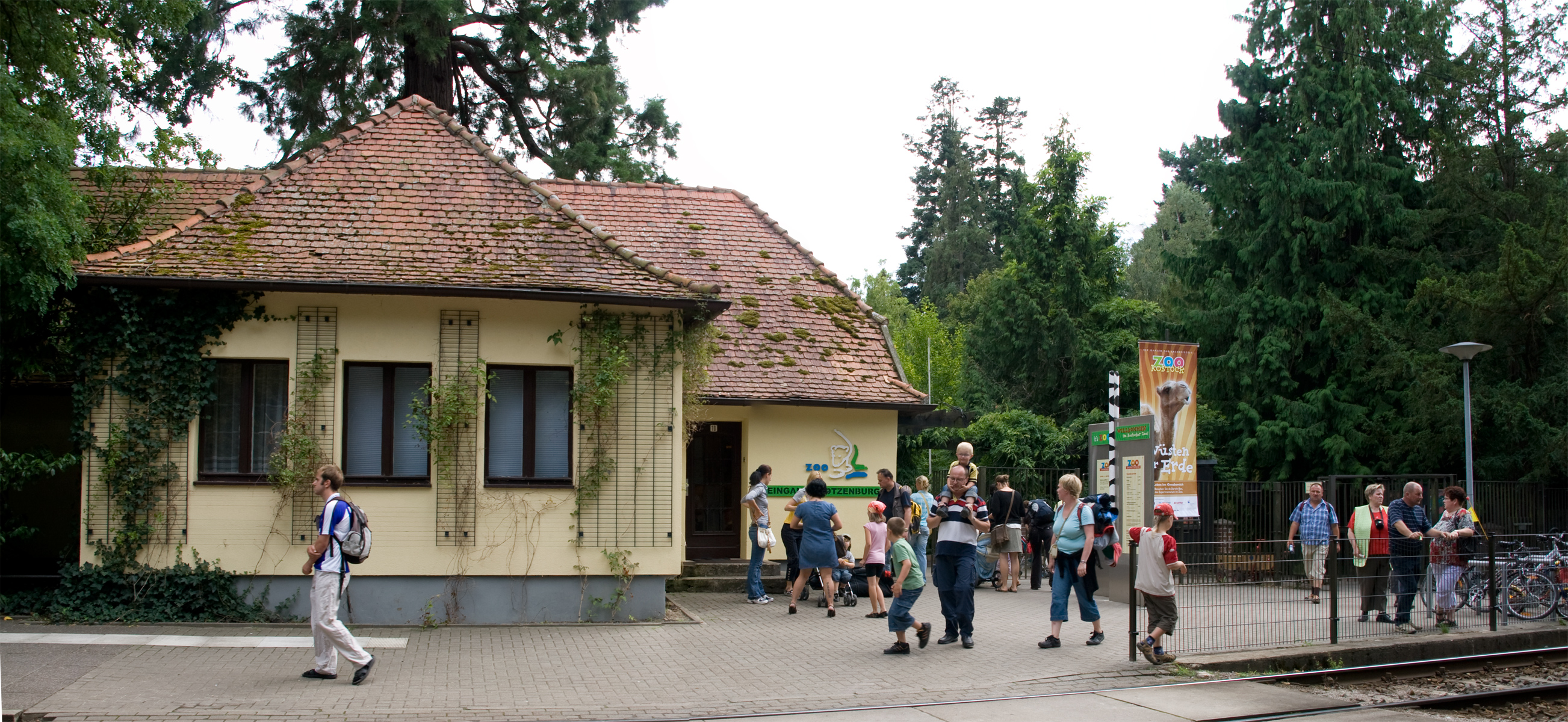
Eingang Trotzenburg
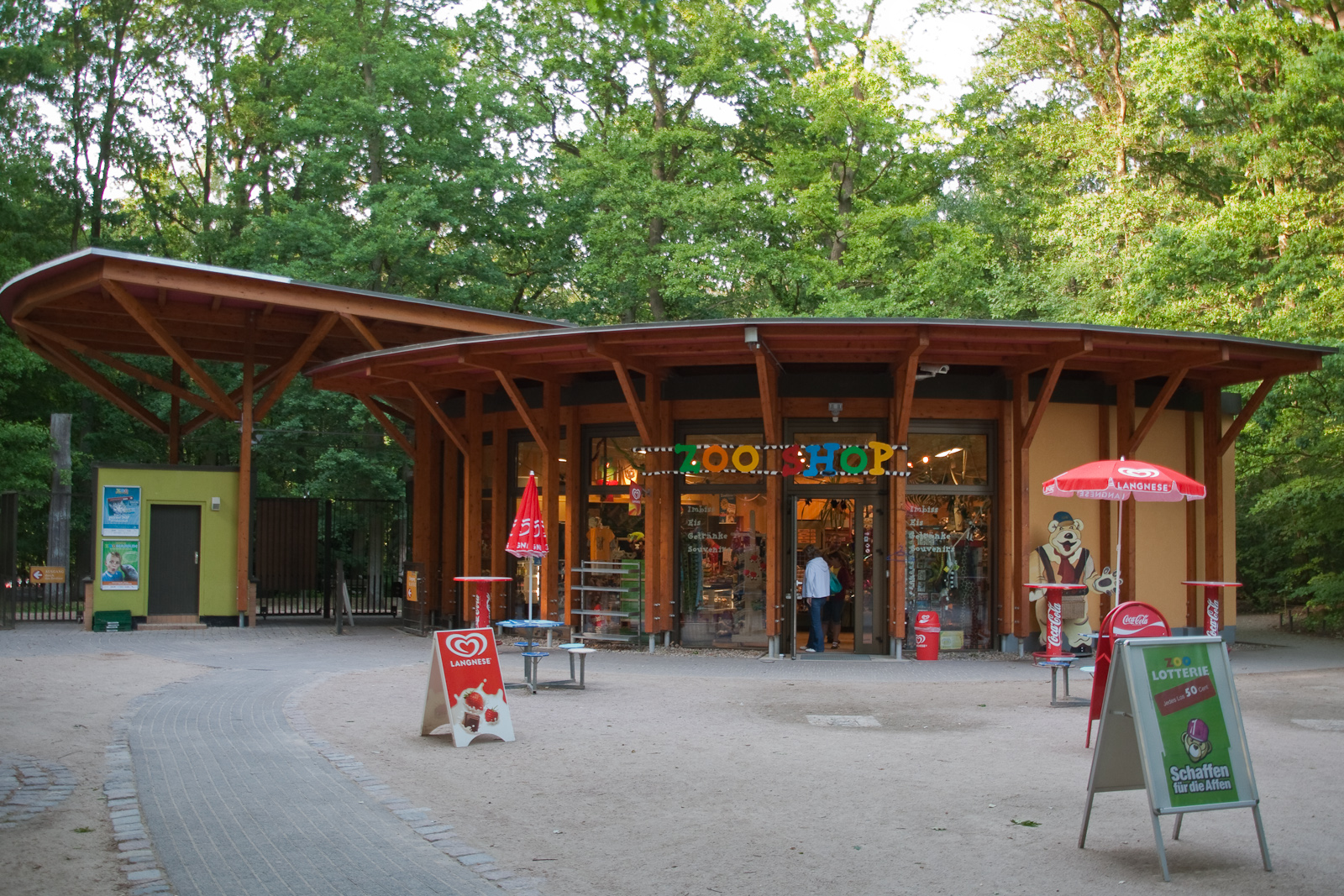
Heutiger Haupteingang am Barnstorfer Ring
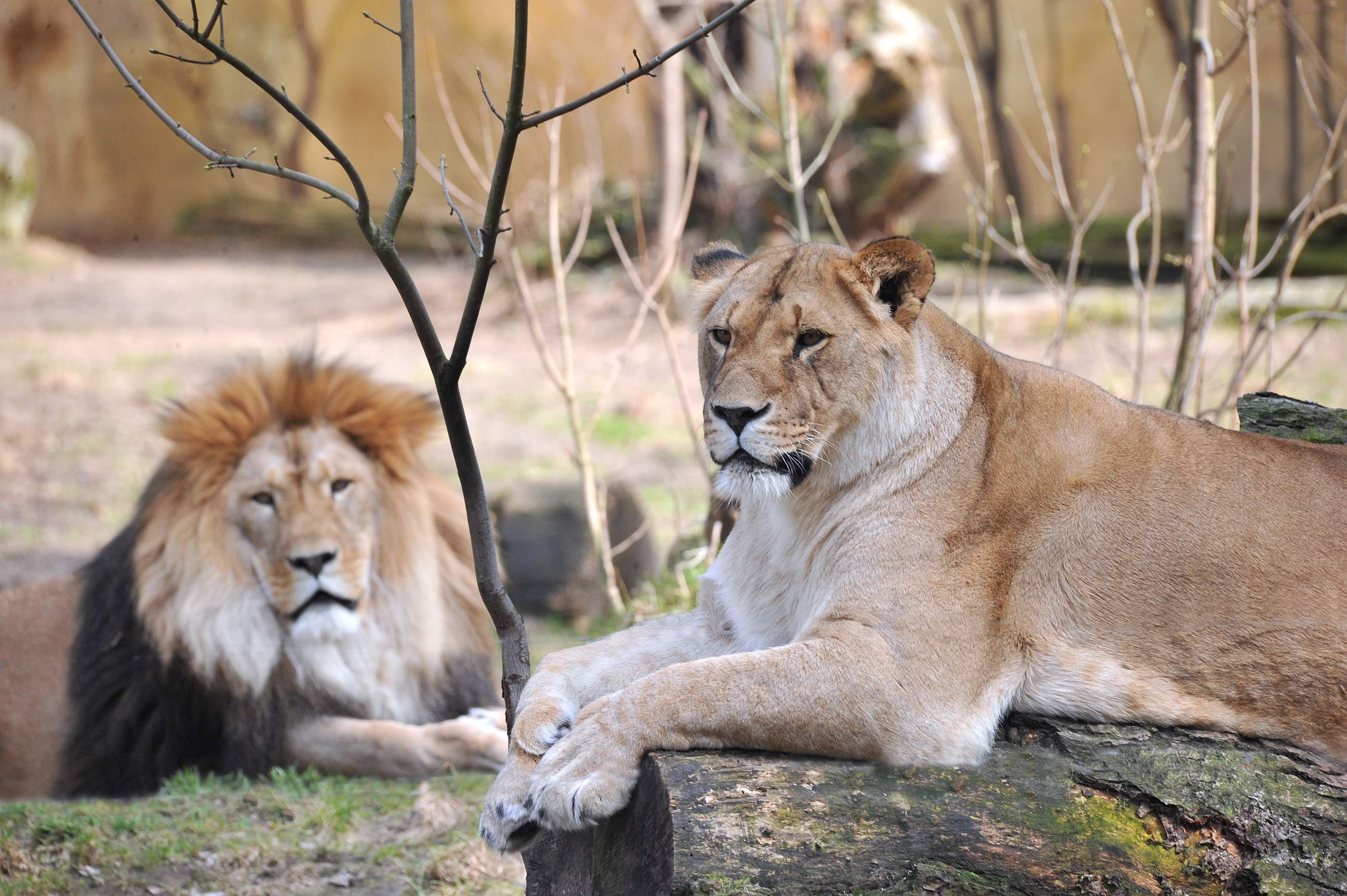
Löwen
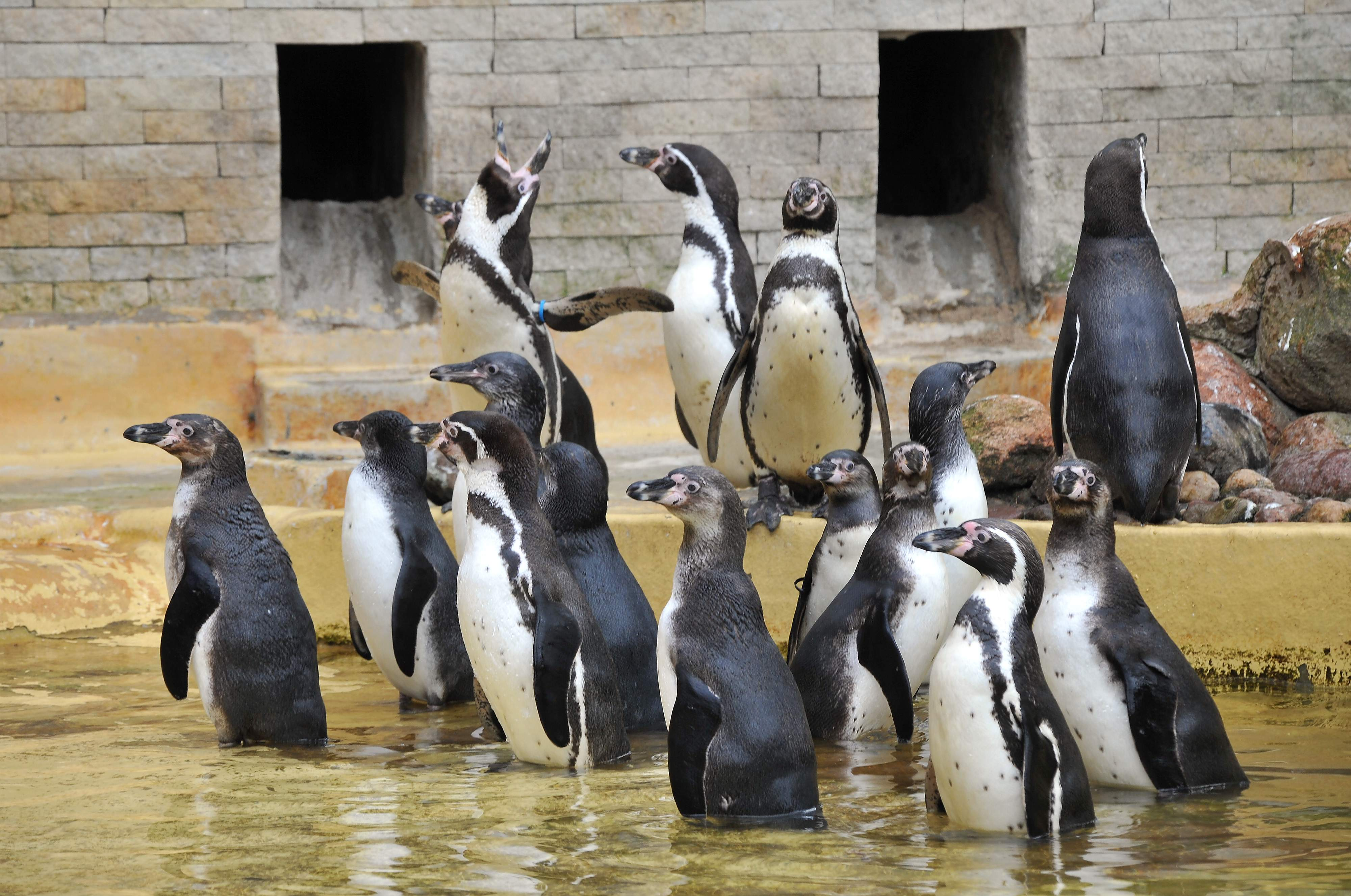
Humboldtpinguine
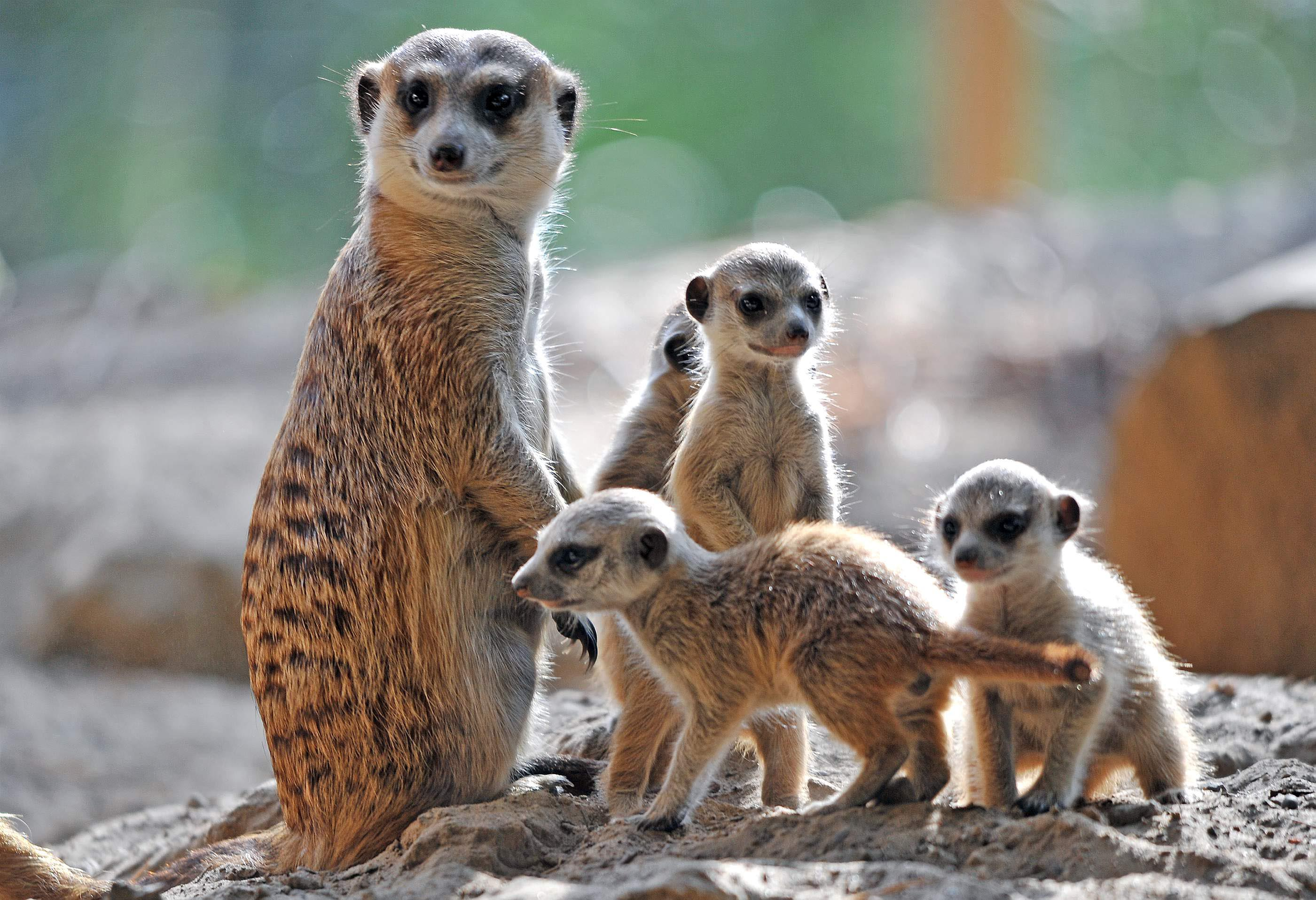
Erdmännchen
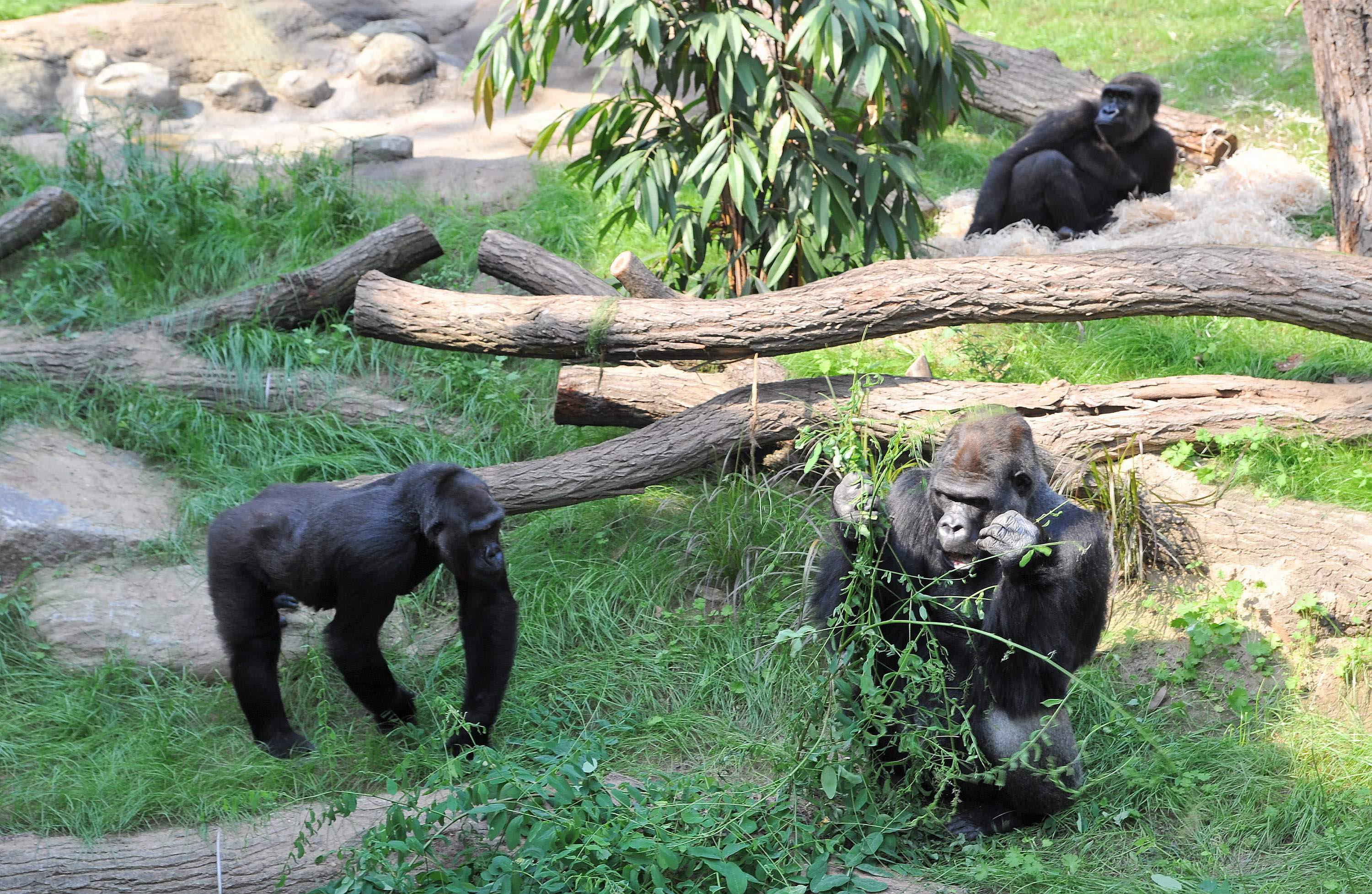
Gorillagruppe in der Tropenhalle des Darwineums
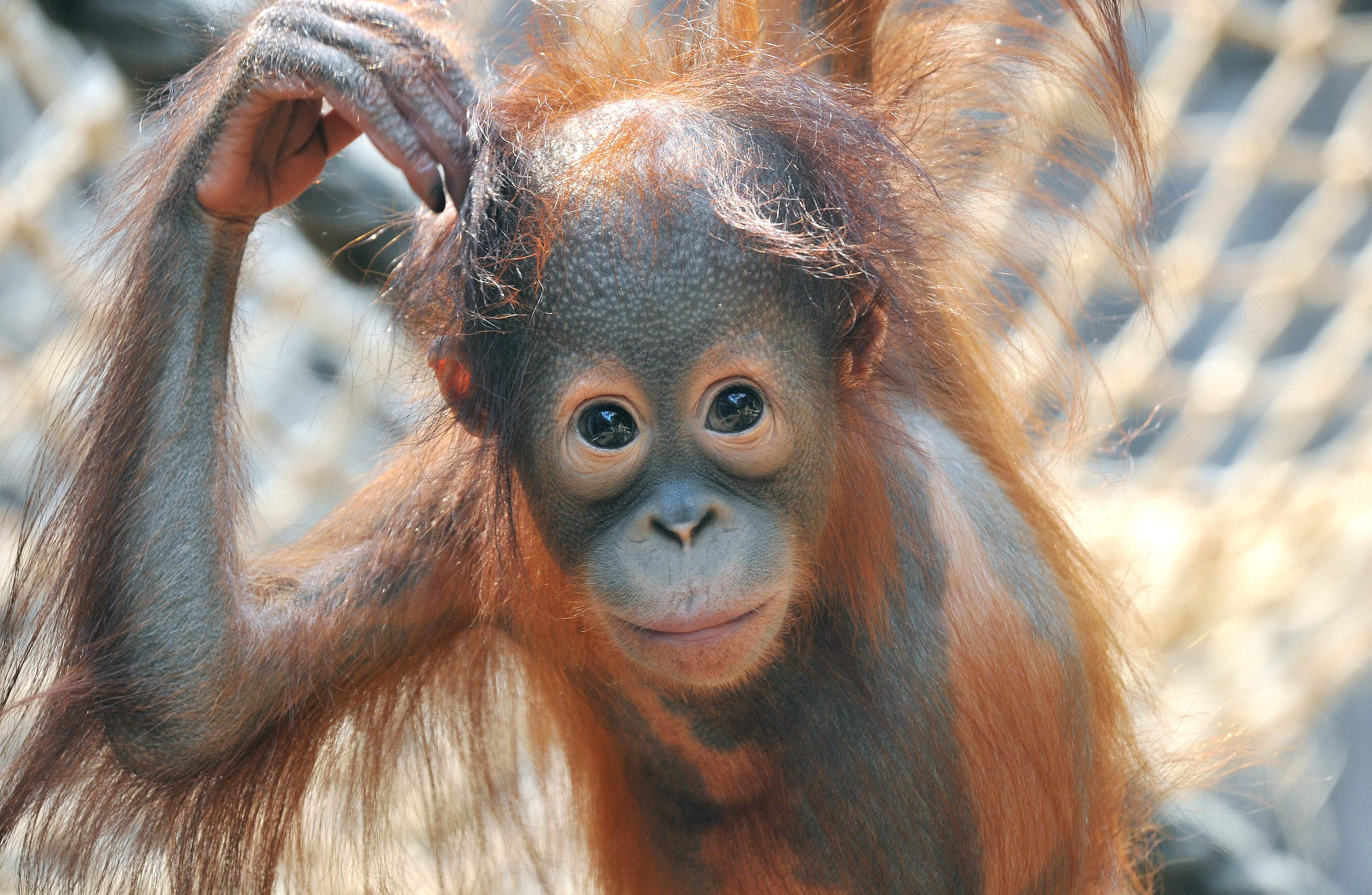
Orang-Utan-Nachwuchs
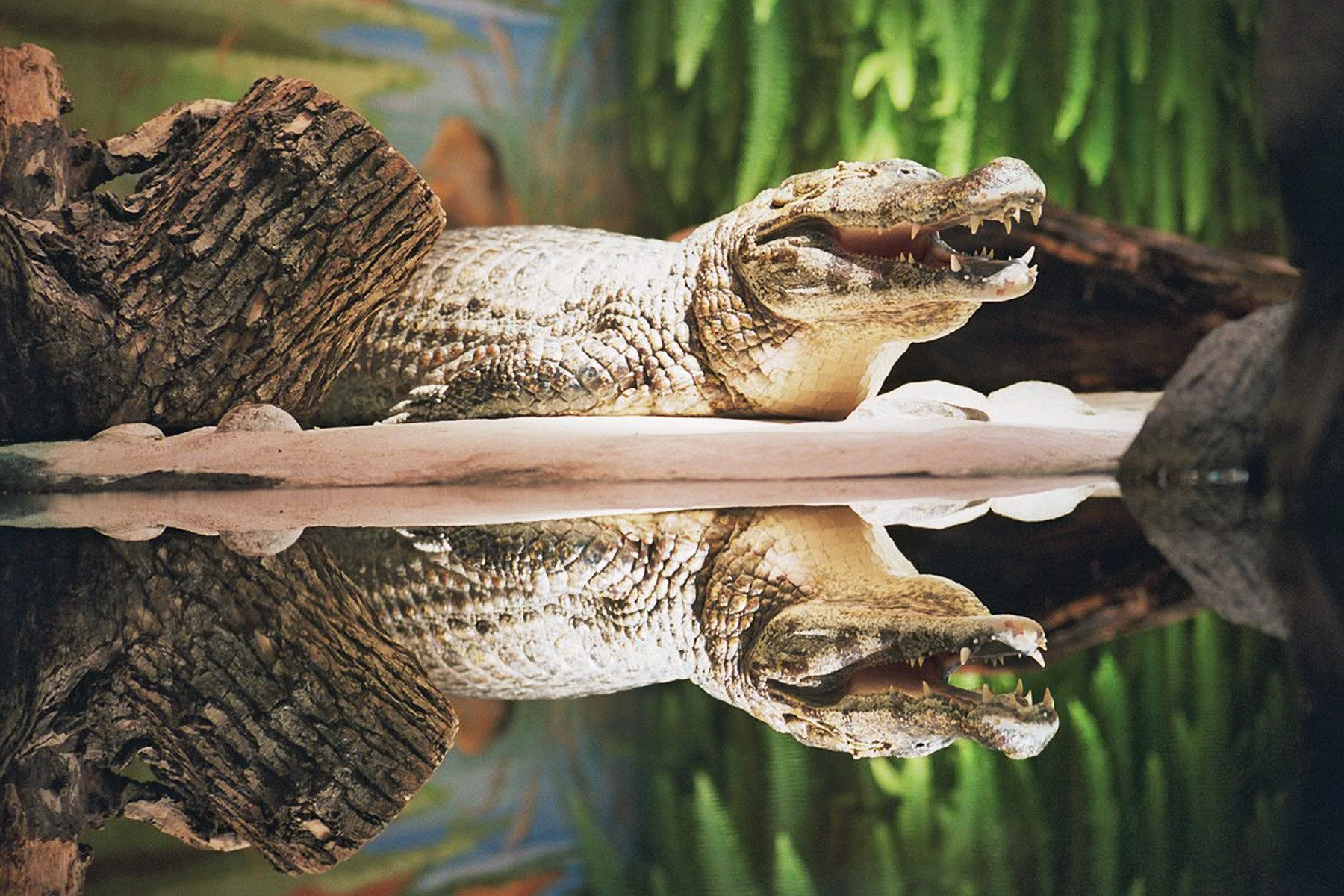
Brillenkaiman
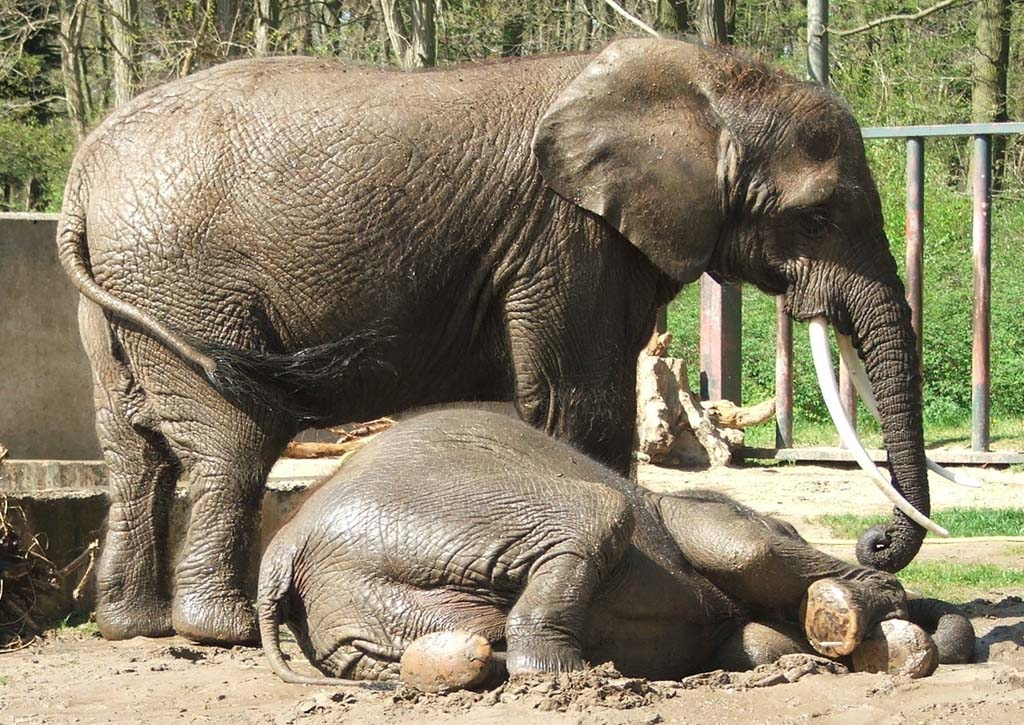
Afrikanische Elefanten (Haltung 2013 beendet)

## Darwineum

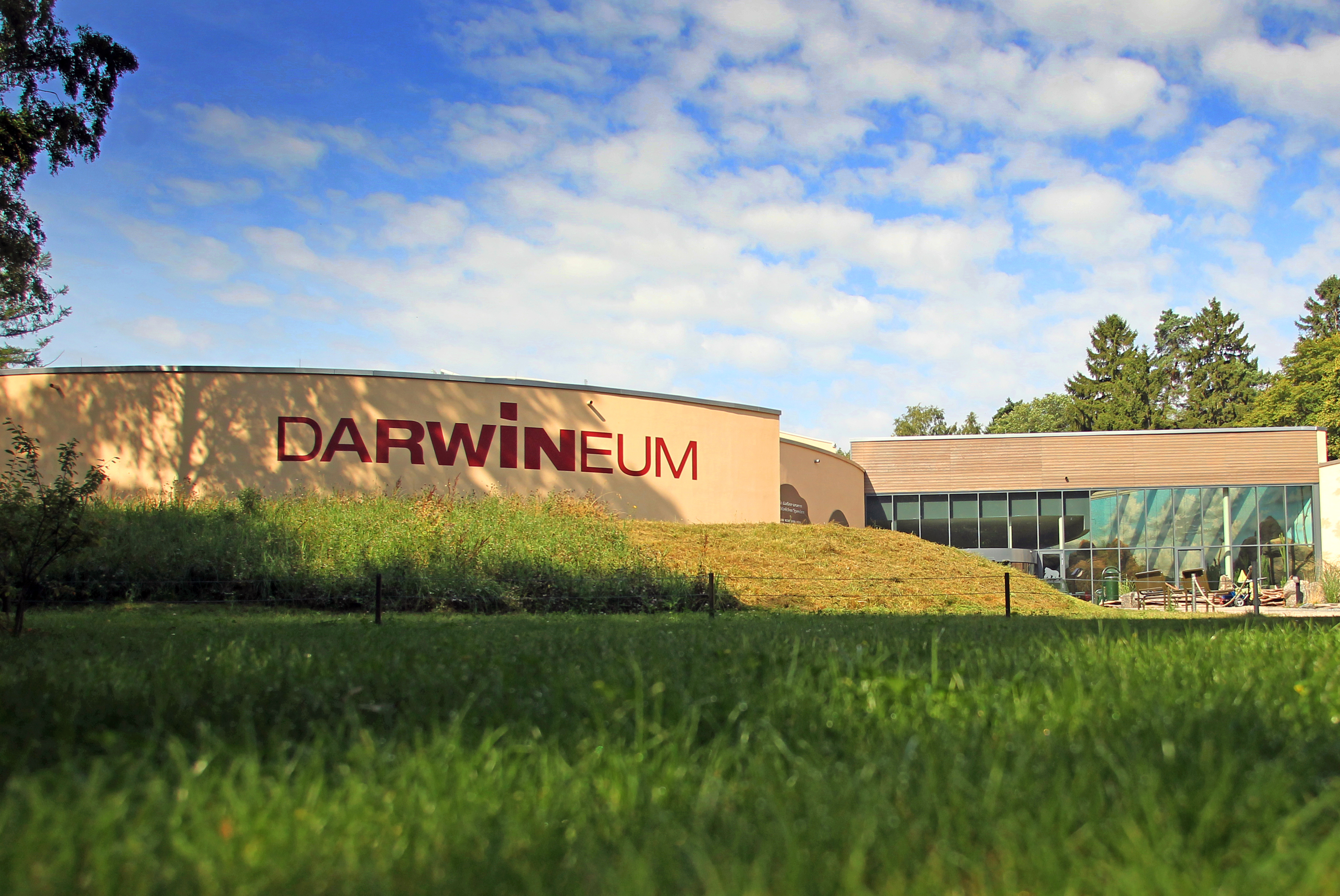
Darwineum

Das nach dem Begründer der Evolutionstheorie Charles Darwin benannte Darwineum wurde am 8. September 2012 eröffnet. Der als lebendiges Museum gestaltete Komplex beherbergt auf einer Fläche von 20.000 m² mehr als 80 Tierarten (u. a. Westlicher Flachlandgorilla, Borneo-Orang-Utan, Katta, Zwergseidenäffchen, Schnabeligel, Schlammspringer und Axolotl) und bietet in interaktiven Ausstellungsbereichen Umweltbildung und Wissenschaft zum Anfassen und Mitmachen. Mit Kosten in Höhe von 28,94 Millionen Euro war es das größte Bauprojekt in der Geschichte des Rostocker Zoos. Davon stammten 22,94 Millionen Euro aus Fördermitteln des Ministeriums für Wirtschaft, Bau und Tourismus des Landes Mecklenburg-Vorpommern, 4,4 Millionen Euro aus Krediten, 1,45 Millionen Euro aus Spenden sowie 150.000 Euro aus Mitteln der Stadt Rostock.
In zwei interaktiven Ausstellungsbereichen wird im Darwineum die biologische Vielfalt des Lebens im Zuge der Evolution erlebbar, beginnend mit der Entstehung des Universums. Themenboxen mit lebenden Fossilien, Aquarien mit Korallen und Seepferdchen und ein Quallenkreisel ergänzen die Ausstellung. Zentrum des Darwineums ist die Tropenhalle. Das 4000 Quadratmeter große Tropenhaus beherbergt die Gorillas und Orang-Utans. Die Menschenaffen leben hier vergesellschaftet mit Brazza-Meerkatzen und Gibbons in naturnahen Lebensräumen.
Eine weitere Ausstellung widmet sich der kulturellen Evolution des Menschen.

## Polarium

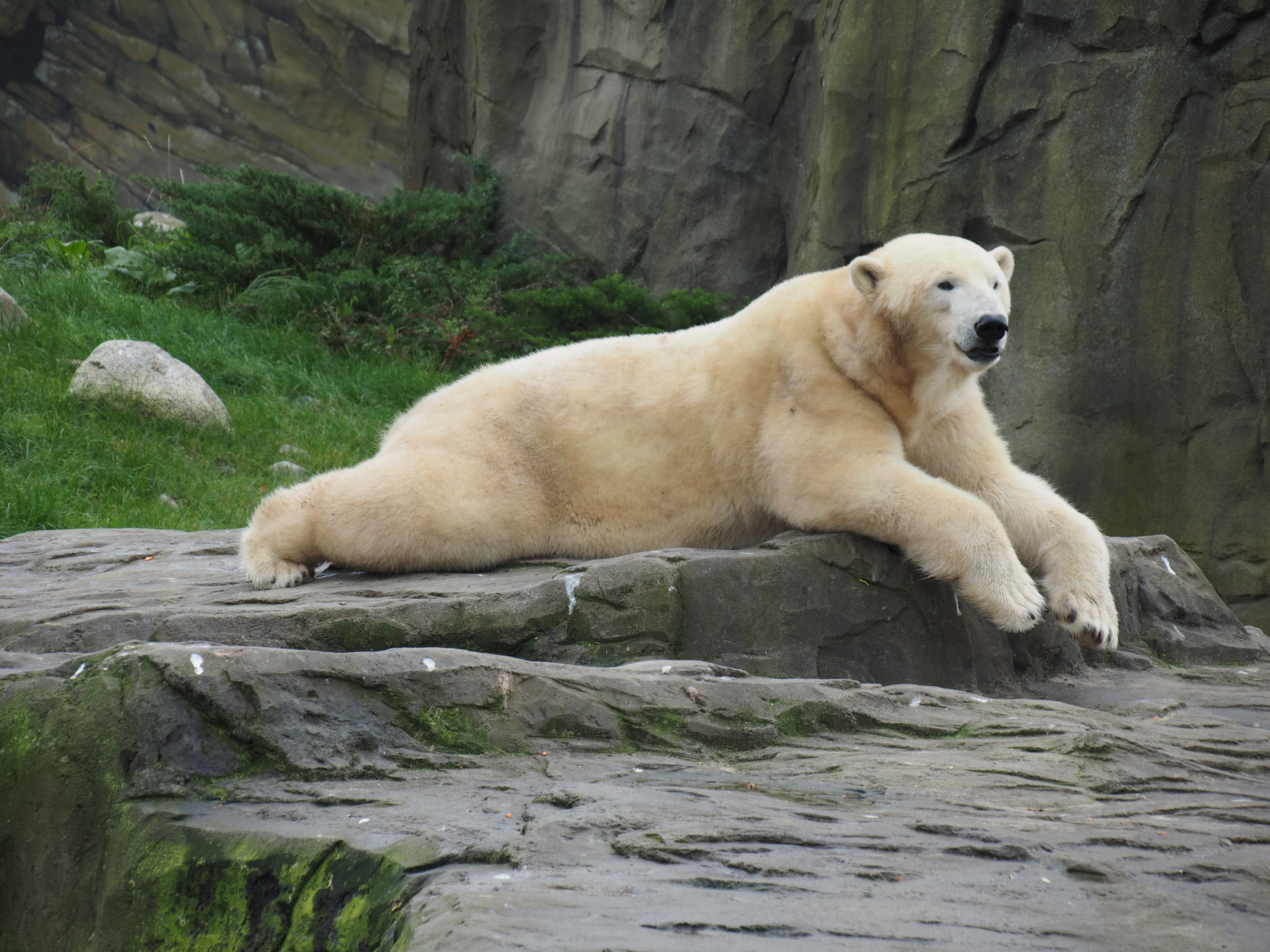
Eisbär im Polarium des Rostocker Zoos

Am 22. September 2018 konnte nach etwa zweijähriger Bauzeit das Polarium für die Besucher freigegeben werden. Die Baukosten beliefen sich auf 14,21 Millionen Euro, wovon das Land Mecklenburg-Vorpommern etwa 12 Millionen Euro beisteuerte. 350.000 Euro wurden in einer Spendenkampagne gesammelt. Die veraltete Bärenburg wurde fast vollständig abgerissen und auf diesem Gelände entstand im historischen Teil des Zoos das neue Polarium. Es ist das Zuhause der Eisbären und Pinguine. Mit etwa 12.500 m² umfasst die Gesamtfläche einerseits ein neues Freigehege mit Bruthöhlen an einem Hang sowie ein Wasserbecken mit Sichtscheiben für bis zu 36 Humboldtpinguine und deren Nachwuchs. Zum anderen gibt es eine weitläufige, unterteilbare Tundralandschaft für drei erwachsene Eisbären samt Nachwuchs, die sich gestalterisch an der Hudson Bay orientiert. Ergänzt wird das Polarium mit einem Besucherzentrum, das Informationen zur Anatomie, Entwicklung und Lebensweise der Eisbären, sowie Einblicke in die Wasserbecken der Eisbären ermöglicht. Gezeigt wird eine „Meereswelt“, in der in unterschiedlich großen Quallenkreiseln verschiedene Quallenarten zu sehen sind, Muränen und verschiedene andere Aquarienfische. Thematisch werden die Polregionen in den Vordergrund gestellt. Bei den Pinguinen geht es umfassend um die Anpassung an die verschiedenen Lebensräume.

## Sonstiges

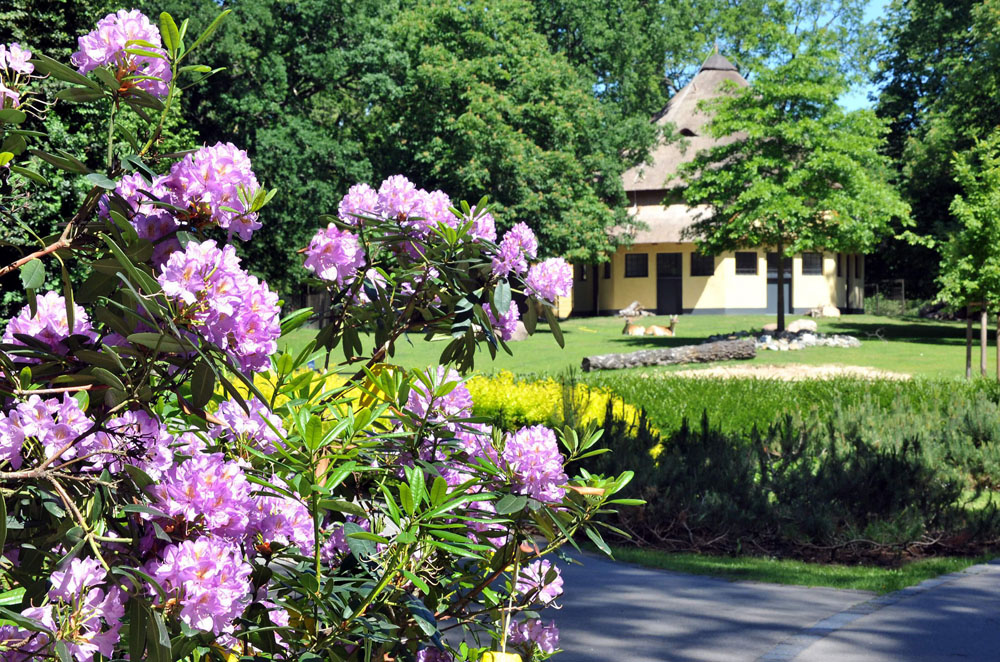
Rhododendrenhain mit Huftierhaus

Im Zoo Rostock sind naturnah gestaltete Anlagen verbunden mit einer Parklandschaft mit alten Bäumen und Gehölzen. Zoologie und Botanik, wie die historischen Rhododendronhains, das Dahlienquartier und die Eichenallee, verteilen sich auf 56 Hektar.
Attraktionen sind Erfahrungsstationen, ein Themenweg Wasser und ein Kletterwald für Kinder.
Öffentliche Fütterungen gibt es bei Seebären, Pinguinen, Löwen und Trampeltieren. Außerdem ist es möglich, als „Tierpfleger auf Zeit“ bei Pinguinen, Zebras oder Robben tätig zu werden. Thematische Führungen werden angeboten.
Der Zoologische Garten Rostock ist Mitglied im Welt-Zoo-Verband (WAZA) und engagiert sich global in Zucht- und Auswilderungsprojekten. Wegen der Erfolge bei der Eisbärenaufzucht wird hier seit 1980 das internationale Zuchtbuch geführt.

### Dahlienquartier
1931 plante Wilhelm Schomburg, der erste Stadtgartendirektor Rostocks, im damaligen Tiergarten eine Dahlienschau. 36 Dahlienzüchter aus dem ganzen Land beteiligten sich daran. Bis heute ist dieser Gartenbereich erhalten geblieben. Jedes Jahr werden hier im Rostocker Tiergarten Dahlien ausgepflanzt. Das Areal am Südamerika-Haus wurde 1986 unter Denkmalschutz gestellt. 1988 wurde das Dahlienquartier nach Schomburgs historischen Plänen wieder rekonstruiert.

Dahlienschau im Zoo Rostock
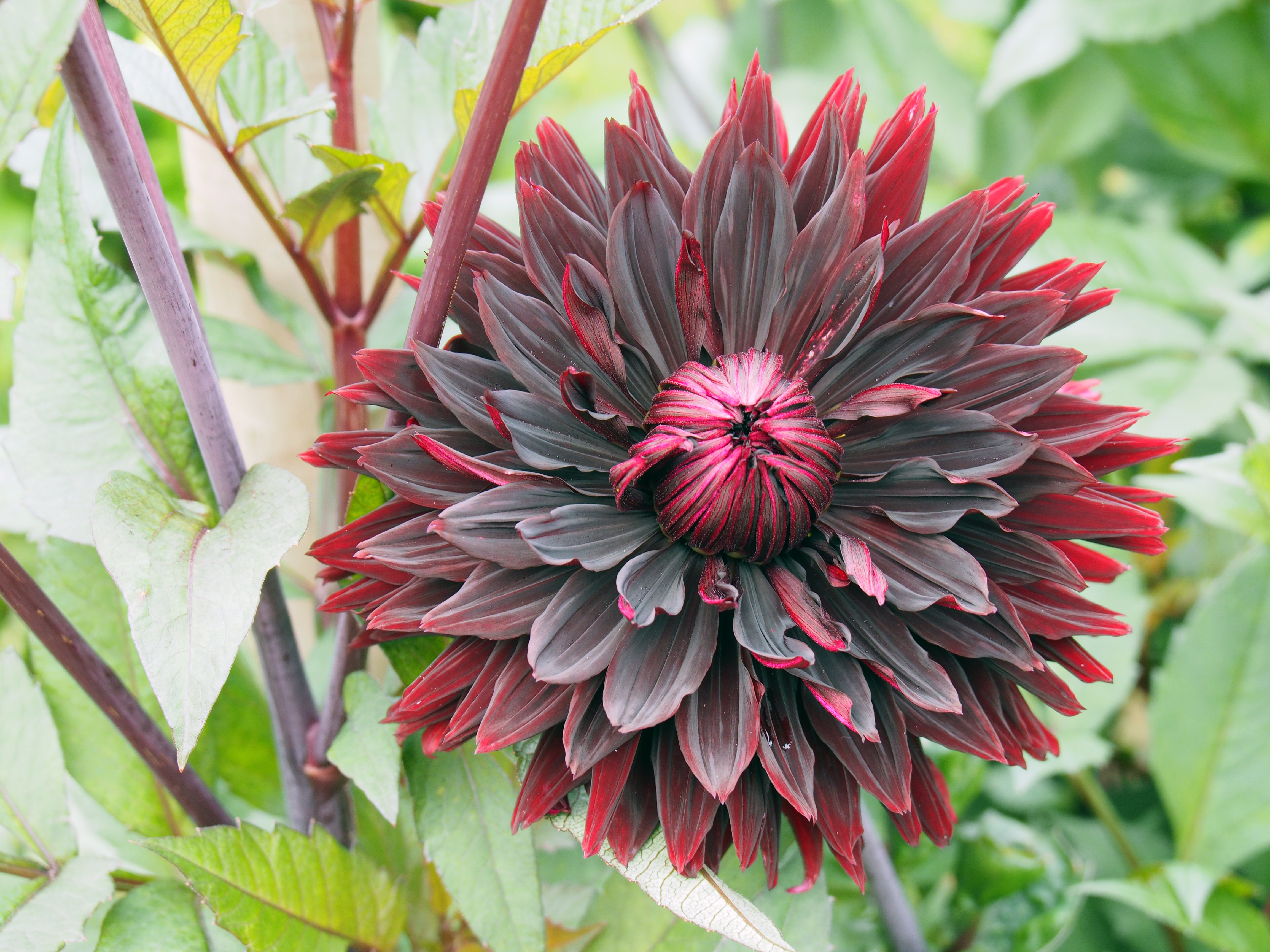
Semikaktus „Black Jack“
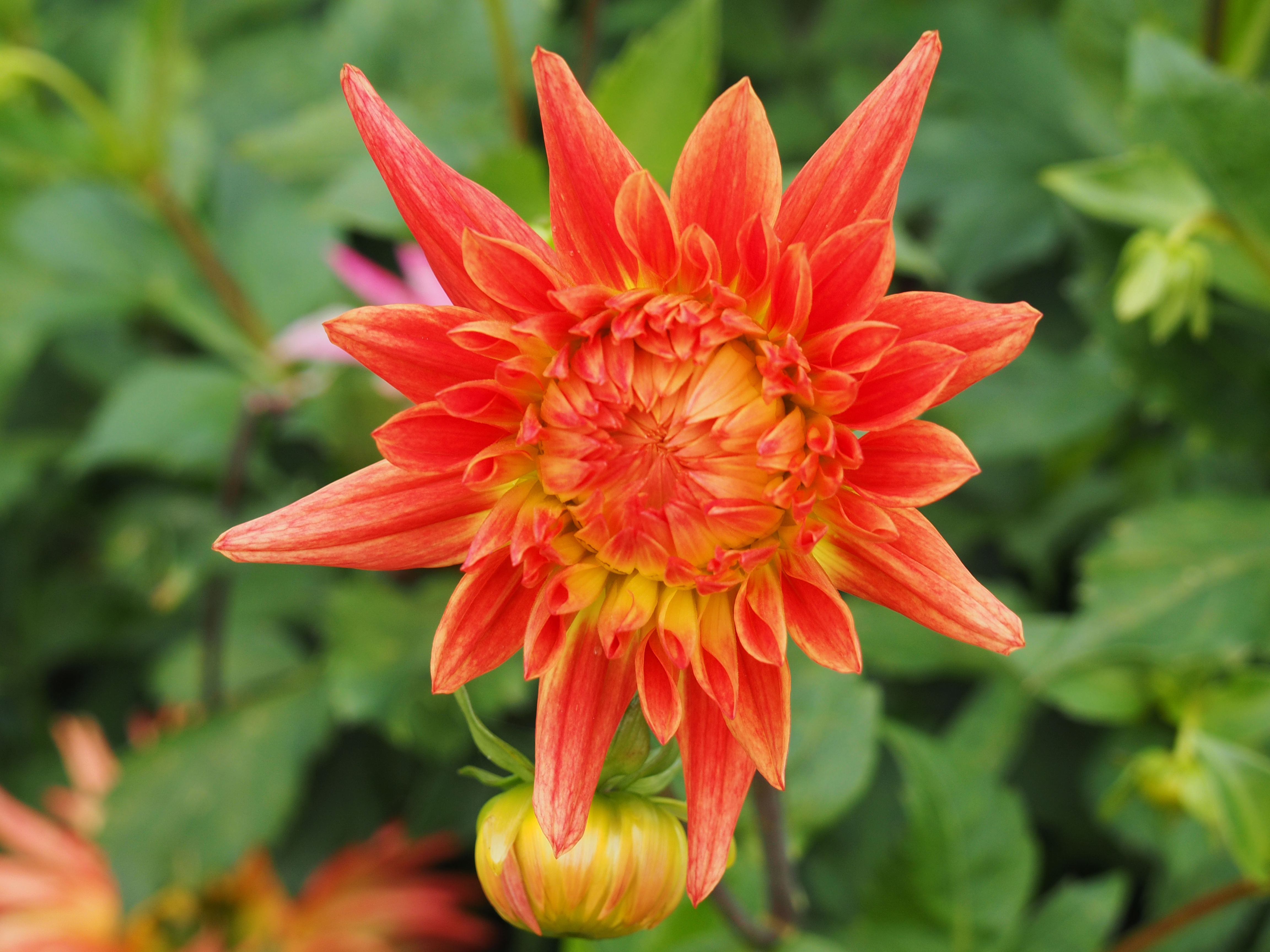
Lisonette
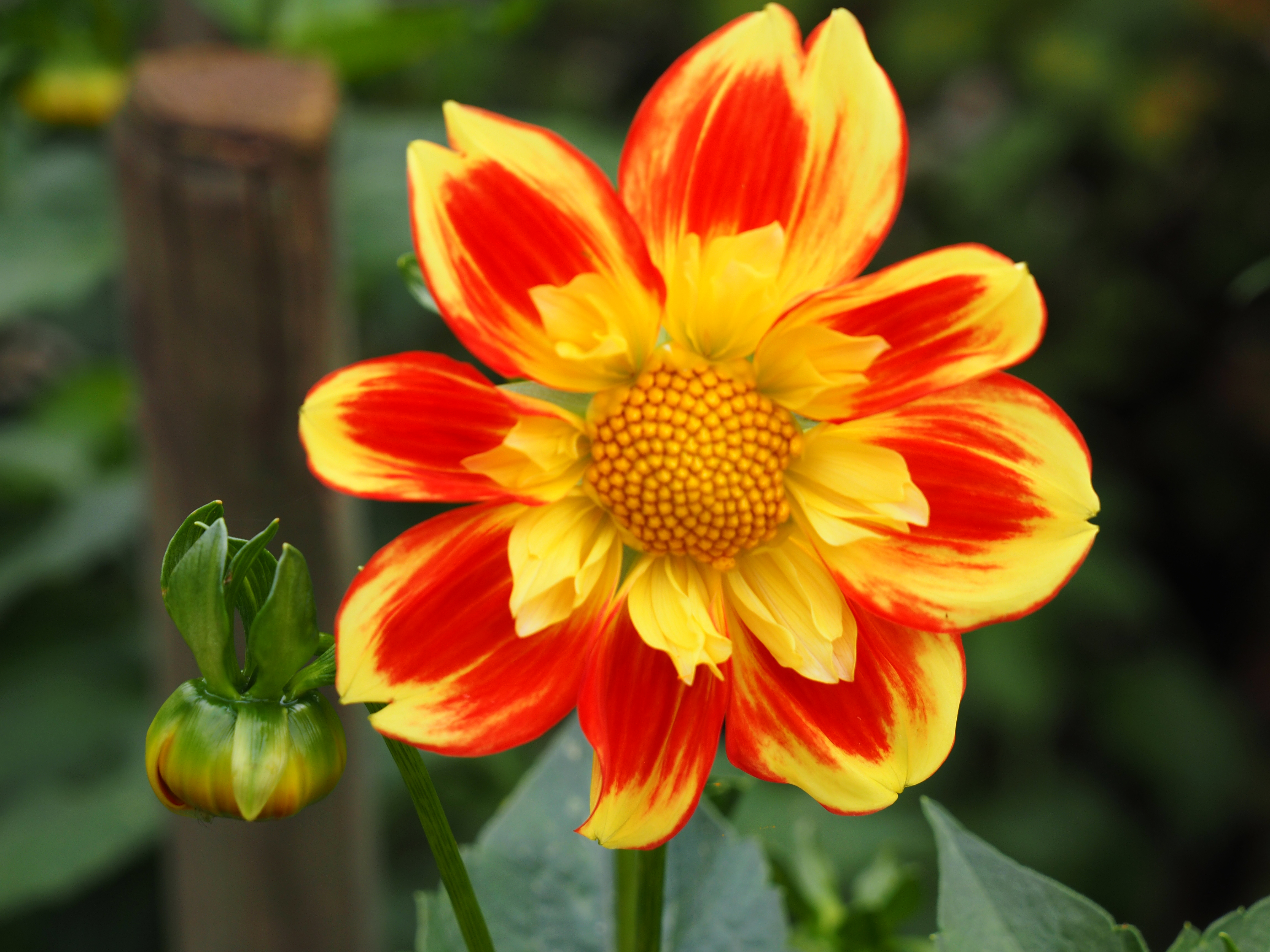
Halskrausendahlie „Pooh“
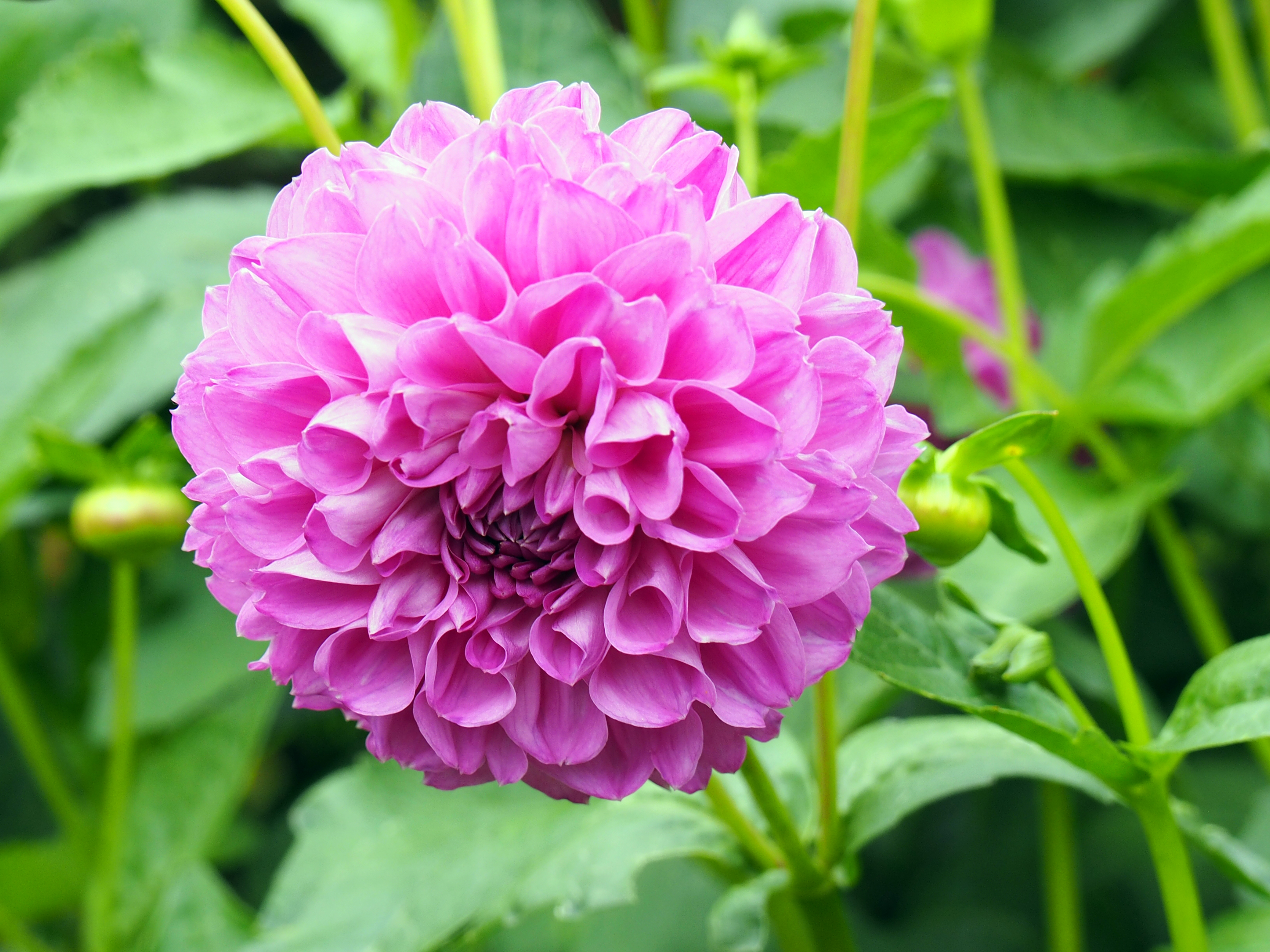
Balldahlie „Bärenstein“
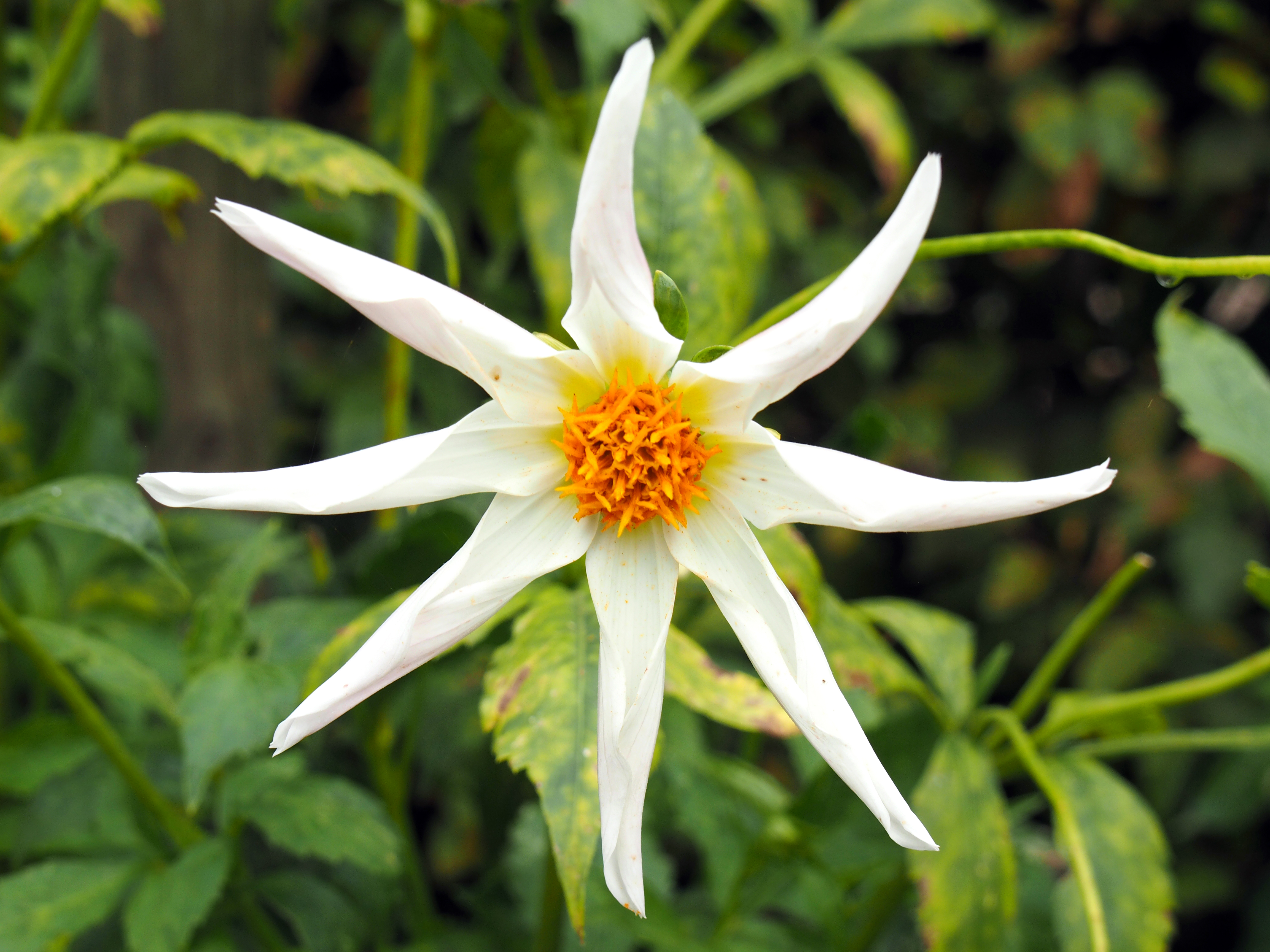
Einfachdahlie „North Star“